# Ulee Gampong (Cot Girek)
Ulee Gampong is een bestuurslaag in het regentschap Aceh Utara van de provincie Atjeh, Indonesië. Ulee Gampong telt 430 inwoners (volkstelling 2010).